# Philomachus
Philomachus is een geslacht van vogels uit de familie strandlopers en snippen (Scolopacidae). Het geslacht telt één soort.

## Soorten
- Philomachus pugnax (Kemphaan)